# نغوين فان كويت
نغوين فان كويت (ولد في 1 يوليو 1991 في ها تاي) هو لاعب كرة قدم فيتنامي يلعب في نادي الدوري الممتاز الفيتنامي ها نوي إف سي كمهاجم. وهو عضو في منتخب فيتنام الوطني لكرة القدم.

## وصلات خارجية
- نغوين فان كويت على موقع قاعدة بيانات كرة القدم.إي يو (الإنجليزية)
- نغوين فان كويت على موقع ناشيونال فوتبول تيمز (الإنجليزية)
- نغوين فان كويت على موقع Soccerway.com (الإنجليزية)

- نغوين فان كويت على فرق كرة القدم الوطنية.كوم
- نغوين فان كويت  على سكروي